# Gustavo Lins

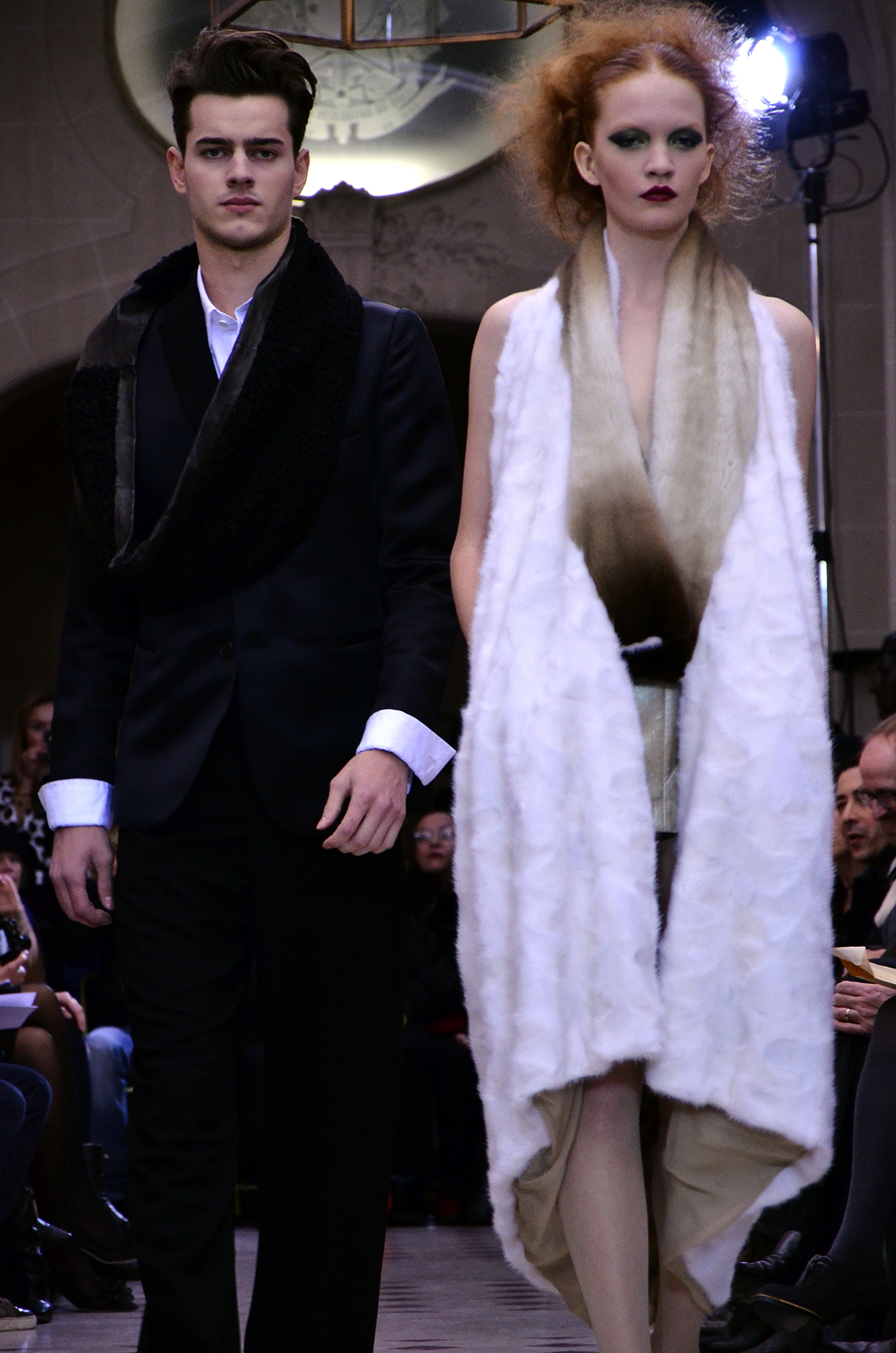
Atelier Gustavolins Paris haute couture printemps-été 2012

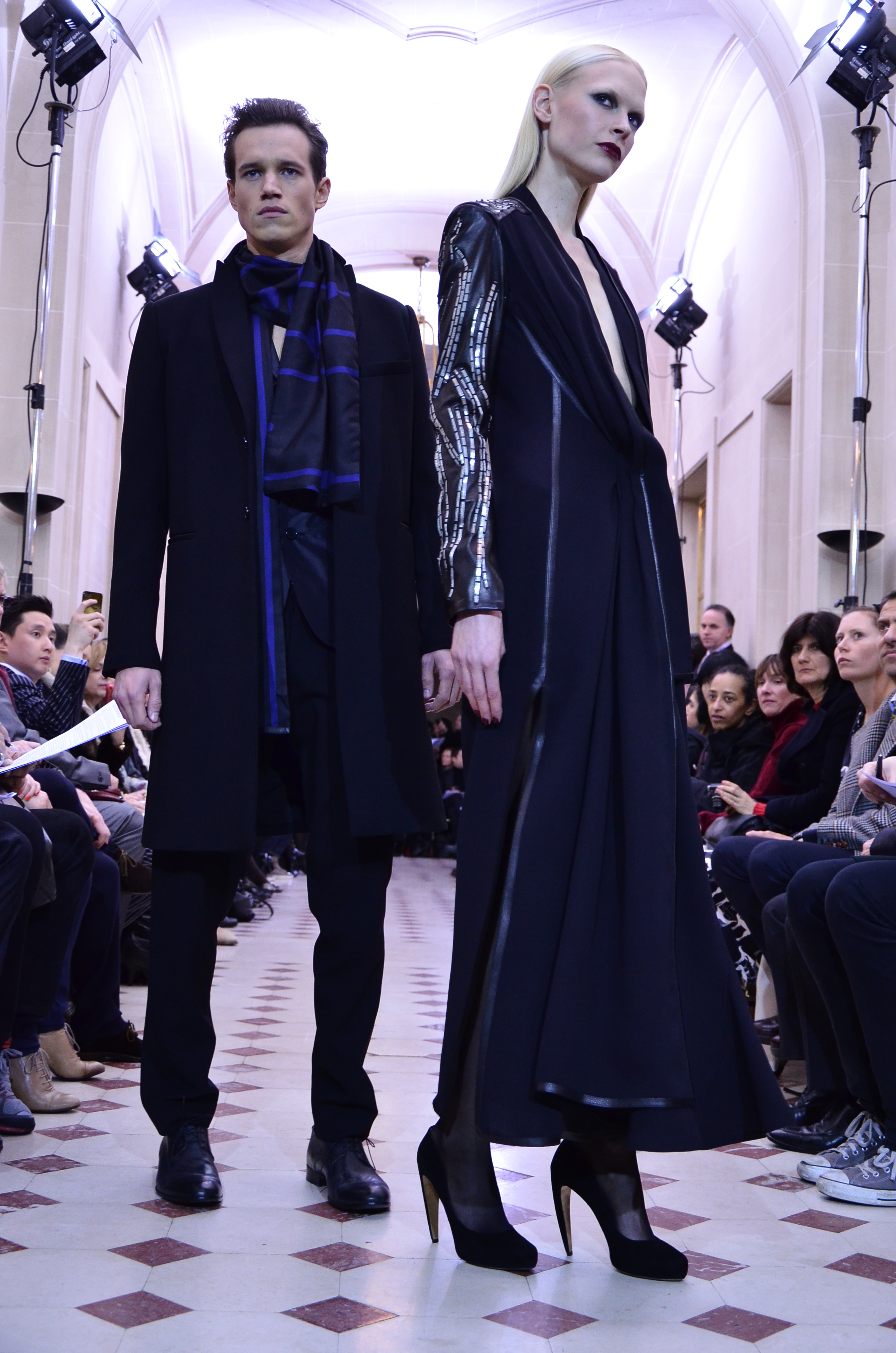
Atelier Gustavolins Paris haute couture printemps-été 2012

Pour les articles homonymes, voir Lins (homonymie).
Gustavo Lins (né à Belo Horizonte au Brésil) est un créateur de mode basé à Paris. Il fonde sa marque de prêt à porter, Atelier Gustavolins, en 2004. Précédemment membre invité, il devient membre permanent de la Chambre Syndicale de la haute couture en 2011, et présente son premier défilé sous l’appellation haute couture dans le cadre de la Fashion Week de Paris de janvier de cette même année.

## Biographie
Il entre dans une école d'ingénieurs durant un an, puis devient étudiant en architecture au Brésil : il est diplômé en 1986. L'année suivante, il part pour l'Espagne. Il arrive à Paris en 1989, puis après quatre mois passés à l'École de la chambre syndicale, il commence sa carrière en tant que modéliste indépendant pour de grandes maisons telles que Jean-Charles de Castelbajac, John Galliano, Kenzo, Louis Vuitton, Guy Laroche, agnès b. ou Jean Paul Gaultier Couture,,, le tout pendant plus de dix ans.
En 2004, il crée Atelier Gustavolins, sa marque de prêt-à-porter. Premier défilé femme début 2007, premier défilé homme en juillet 2008, à Paris. 
Il est le seul latino-américain à avoir intégré le calendrier officiel de la haute couture, sous le nom d'Atelier Gustavolins, en tant que membre permanent après avoir été membre invité,,,, et dispose à ce titre de l’appellation très stricte de haute couture.
Gustavo Lins développe aujourd'hui des collections de prêt-à-porter femme, homme, et des collections de haute couture. Lors de la clôture du défilé de janvier 2012, il présente une anecdotique robe en porcelaine réalisée à la manufacture de Sèvres.
Gustavo Lins réalise depuis 2010 des collections pour « Petit h » d'Hermès.
En 2012, il présente le Brésil comme deuxième fournisseur de coton, troisième de soie et deuxième de cuir mondial.
En 2013, Atelier Gustavolins présente sa collection automne-hiver 2013-2014 lors des défilés haute couture de Paris.
En 2014, il ouvre sa première boutique à Paris, au cœur du Marais, à quelques pas des ateliers où il crée chacun des modèles de ses collections.